# ジョルジュ・ルコント
ジョルジュ・ルコント（Georges Lecomte, 1867年7月9日 - 1958年8月27日）は、フランスの小説家・劇作家。文学・歴史・美術に関する著作もある。

## 略歴
ソーヌ＝エ＝ロワール県のマコンにジョルジュ＝シャルル・ルコント（Georges-Charles Lecomte）として生まれた。
パリで法律を学び、弁護士の見習いとなるが、やがてジャーナリズムと劇作の道に進み、1891年から自由劇場で『積みわら』と『幻影』の2作品を発表した。
歴史に関する著述や、美術批評も手がけ、印象派のカミーユ・ピサロやアルマン・ギヨマンを愛好した。
1908年、エコール・エスティエンヌ理事、フランス文学者協会会長となる。
1924年、アカデミー・フランセーズの会員に選出される。1946年にはその終身役員に選出された。
レジオンドヌール勲章グランクロワ受章。
1958年8月27日、大腿骨を骨折する事故が原因で、パリで死亡した。
息子はナチス・ドイツ占領下で地下出版された文学雑誌『レットル・フランセーズ』の編集長で、同じく地下出版された『人間のしるし』の著者クロード・モルガン（本名クロード・ルコント）。